# Marjal dels Moros
La marjal dels Moros és un espai protegit ZEPA, una zona humida inclosa al Catàleg de Zones Humides del País Valencià, situada entre els termes municipals de Puçol i Sagunt, a l'Horta Nord i el Camp de Morvedre. S'hi troben moltes espècies d'aus, fet que la convertix en una zona d'interès per als ornitòlegs. Els ajuntaments d'eixes poblacions han posat en marxa un sistema de protecció de les aus, així com unes infraestructures tant d'observació com de protecció davant l'avançament de la mar, amb la qual han aconseguit que l'aigua salada de la mar no penetre en la marjal.
Anteriorment, la marjal cobria la distància entre l'Albufera i, a través del litoral, Canet d'En Berenguer. La seua destrucció es va iniciar amb els conreus d'arròs i posteriorment, a causa de les baixades dels preus dels conreus, els terrenys van anar venent-se a la construcció per a fer habitatges a la platja, cosa que va destruir per complet la marjal i la va separar en petits nuclis, dels que a soles es conserven un petit tros a la zona de Meliana, a la marjal de Massamagrell, Rafalell i Vistabella i la marjal del Moros a Sagunt/Puçol.

## Història

Colònia de Larolimícoles

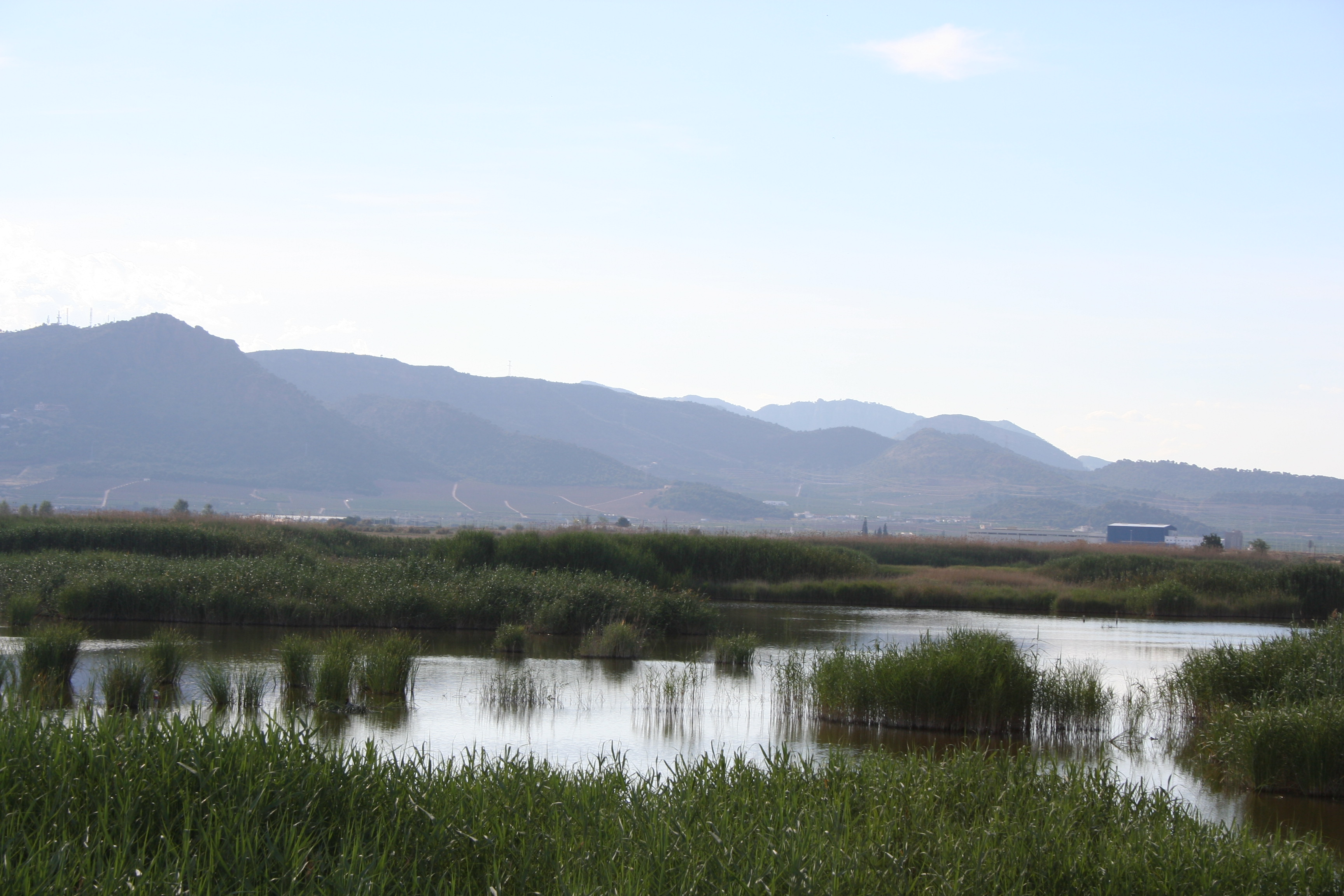
Llacuna de la marjal

Per la zona superior de Sagunt també es va destruir zona humida, en este cas, com a zona de possible expansió dels Alts Forns del Mediterrani. En 1995 es van tancar els Alts Forns i la Generalitat Valenciana comprà el polígon on es trobaven, d'unes 800 hectàrees. Es van declarar com a zones humides unes 300 ha, catalogades com a Sòl No Urbanitzable de Protecció Especial, que es declararen en 1996 zona ZEPA. Les 500 hectàrees restants es declararen Sòl Urbanitzable d'Ús Industrial, en el qual està construint-se el Parc Industrial de Sagunt, just al costat de la zona humida.
El gener de 2018 hi va haver un incendi que va cremar durant dos dies al voltant de 100 hectàrees de la marjal. L'incendi es va declarar a la zona de les Fanegues, reserva de samaruc, i va avançar cap a Sagunt en direcció nord-est.

## Fauna
Malgrat la seua reduïda mida i les seues múltiples amenaces, la marjal dels Moros té poblacions importants de diverses espècies d'aus algunes en seriós perill d'extinció.
A la primavera destaquen les poblacions reproductores de larolimícoles, que alberguen colònies de xatrac comú, mongeta, carregada i camallonga. També és destacable la colònia de fumarell carablanc que resulta ser l'espècie més representativa de tot l'espai protegit.
Entre les anàtides és important la població reproductora de sivert cada vegada més escàs a la zona de València i la reproducció de l'amenaçada rosseta sent la marjal el límit nord de la seua àrea de distribució a Europa.
A l'hivern es poden veure grans bàndols de xarxet i cullerot, a més d'espectaculars concentracions de corb marí i tampoc són rares les visites d'espècies com el flamenc rosa, l'agró blanc o el capó reial.

### Espècies d'aus més característiques
- Reproductores: cabrellot, cabusset, polla, fotja, fotja banyuda, rascló, martinet menut, bernat pescaire, agró roig, polla d'aigua, sivert, morell cap-roig, rosseta, collverd, fumarell carablanc, mongeta, xatrac comú, carregada, camallonga, corriol petit, xitxarra de canyar, xitxarrot, boscarla mostatxuda, cuereta groga, bitxac comú, trist, cadernera, verderol, botxí, garsa comú.

- Hivernants: Corb marí gros, arpella de marjal, garseta blanca, esplugabous, ànec cullerot, xarxet comú, gavina vulgar, gavià argentat, corriol daurat, blavet, fredeluga, bequeruda, mosquiter comú repicatalons.

- Migrants o de pas: Flamenc rosat, grua Comú, xarrasclet, ànec blanc, esplugabous, agró blanc, martinet de nit, capó reial, llesna, bequet, territ becllarg, tifort, gavina corsa, còlit ros.